# FIFA-Konföderationen-Pokal 1999/Spiele
Diese Seite enthält alle Spiele des FIFA-Konföderationen-Pokals 1999 in Mexiko-Stadt und Guadalajara Mexiko mit statistischen Details.

## Gruppe A
| Pl. | Land          | Sp. | S | U | N | Tore    | Diff. | Punkte |
| --- | ------------- | --- | - | - | - | ------- | ----- | ------ |
| 1.  | Mexiko        | 3   | 2 | 1 | 0 | 008:300 | +5    | 07     |
| 2.  | Saudi-Arabien | 3   | 1 | 1 | 1 | 006:600 | ±0    | 04     |
| 3.  | Bolivien      | 3   | 0 | 2 | 1 | 002:300 | −1    | 02     |
| 4.  | Ägypten       | 3   | 0 | 2 | 1 | 005:900 | −4    | 02     |

### Bolivien – Ägypten 2:2 (2:1)
| Bolivien                                                             | Bolivien | Ägypten | Ägypten |
| -------------------------------------------------------------------- | --- | --- | ------- |
| Bolivien                                                             | \| Sonntag, 25. Juli 1999 um 12:00 Uhr in Mexiko-Stadt (Aztekenstadion) \| \| Zuschauer: 85.000 \| \| Schiedsrichter: Anders Frisk ( Schweden) \| | \| Sonntag, 25. Juli 1999 um 12:00 Uhr in Mexiko-Stadt (Aztekenstadion) \| \| Zuschauer: 85.000 \| \| Schiedsrichter: Anders Frisk ( Schweden) \| | Ägypten |
| Bolivien                                                             | José Fernández – Juan Manuel Peña, Ronald Arana, Limberg Gutiérrez (71. Marco Etcheverry), Rubén Tufiño – Gonzalo Galindo (60. Vladimir Soría), Joaquín Botero (46. Martín Menacho), Erwin Sánchez , Raúl Justiniano – Iván Gastillo, Reny Ribera Cheftrainer: Héctor Veira ( Argentinien) | Essam El-Hadary – Ibrahim Hassan, Hany Ramzy, Medhat Abdel-Hady, Mohamed Youssef – Radwan Yasser, Hossam Hassan (61. Abdelhamed Basyouny), Abdel Sattar Sabry (75. Khaled al-Amin), Hazem Emam (84. Hady Khashaba) – Abdel Zaher El-Saqua, Ahmed Hassan Cheftrainer: Mahmoud El-Gohary | Ägypten |
| Bolivien                                                             | 1:1 Ribera (21.) 2:1 Gutiérrez (40.) | 0:1 Sattar Sabry (8.) 2:2 Yasser (63.) | Ägypten |
| Sonntag, 25. Juli 1999 um 12:00 Uhr in Mexiko-Stadt (Aztekenstadion) | | |         |
| Zuschauer: 85.000                                                    | | |         |
| Schiedsrichter: Anders Frisk ( Schweden)                             | | |         |

### Mexiko – Saudi-Arabien 5:1 (3:0)
| Mexiko                                                               | Mexiko | Saudi-Arabien | Saudi-Arabien |
| -------------------------------------------------------------------- | --- | --- | ------------- |
| Mexiko                                                               | \| Sonntag, 25. Juli 1999 um 14:30 Uhr in Mexiko-Stadt (Aztekenstadion) \| \| Zuschauer: 85.000 \| \| Schiedsrichter: Óscar Ruiz ( Kolumbien) \| | \| Sonntag, 25. Juli 1999 um 14:30 Uhr in Mexiko-Stadt (Aztekenstadion) \| \| Zuschauer: 85.000 \| \| Schiedsrichter: Óscar Ruiz ( Kolumbien) \| | Saudi-Arabien |
| Mexiko                                                               | Jorge Campos – Rafael Márquez, Claudio Suárez, Salvador Carmona – Miguel Zepeda (46. Jesús Arellano), Pável Pardo, Alberto García Aspe (65. Rafael García), Germán Villa – Francisco Palencia (80. Isaac Terrazas) – José Manuel Abundis, Cuauhtémoc Blanco Cheftrainer: Manuel Lapuente | Mohammad ad-Daʿayyaʿ – Muhammad al-Dschahani, Mohammed al-Khilaiwi, Saleh al-Dawod, Ibrahim al-Harbi – Ibrahim asch-Schahrani, (84. Abdullah al-Wakid), Hussein Suleimani, Fahad al-Subaie, Nawaf at-Tamyat (84. Abdullah al-Shehan) – Hamzah Falatah, Mohsin al-Harthi Cheftrainer: Milan Máčala ( Tschechien) | Saudi-Arabien |
| Mexiko                                                               | 1:0 Blanco (12.) 2:0 Blanco (19.) 3:0 Palencia (21.) 4:1 Blanco (68.) 5:1 Blanco (77.) | 3:1 at-Tamyat (62., Elfm.) | Saudi-Arabien |
| Sonntag, 25. Juli 1999 um 14:30 Uhr in Mexiko-Stadt (Aztekenstadion) | | |               |
| Zuschauer: 85.000                                                    | | |               |
| Schiedsrichter: Óscar Ruiz ( Kolumbien)                              | | |               |

### Saudi-Arabien – Bolivien 0:0
| Saudi-Arabien                                                         | Saudi-Arabien | Bolivien | Bolivien |
| --------------------------------------------------------------------- | --- | --- | -------- |
| Saudi-Arabien                                                         | \| Dienstag, 27. Juli 1999 um 18:00 Uhr in Mexiko-Stadt (Aztekenstadion) \| \| Zuschauer: 55.000 \| \| Schiedsrichter: Brian Hall ( Vereinigte Staaten) \| | \| Dienstag, 27. Juli 1999 um 18:00 Uhr in Mexiko-Stadt (Aztekenstadion) \| \| Zuschauer: 55.000 \| \| Schiedsrichter: Brian Hall ( Vereinigte Staaten) \| | Bolivien |
| Saudi-Arabien                                                         | Mohammad ad-Daʿayyaʿ – Muhammad al-Dschahani (66. Abdullah al-Wakid), Mohammed al-Khilaiwi, Saleh al-Dawod, Ibrahim al-Harbi – Ibrahim asch-Schahrani, Hussein Suleimani, Fahad al-Subaie, Nawaf at-Tamyat (79. Abdullah al-Shehan) – Hamzah Falatah (46. Marzouq al-Otaibi), Mohsin al-Harthi Cheftrainer: Milan Máčala ( Tschechien) | José Fernández – Ronald Arana, Lorgio Álvarez, Óscar Carmelo Sánchez, Rubén Tufiño – Jaime Moreno (73. Joaquín Botero), Marco Etcheverry (53. Gozalo Galindo), Erwin Sánchez (46. Limberg Gutíerez), Martín Menacho – Vladimir Soría, Reny Ribera Cheftrainer: Héctor Veira ( Argentinien) | Bolivien |
| Saudi-Arabien                                                         | al-Subaie (52.), al-Dawod (57.), al-Wakid (71.) | Etcheverry (19.), Tufiño (22.), Gutíerez (70.) | Bolivien |
| Dienstag, 27. Juli 1999 um 18:00 Uhr in Mexiko-Stadt (Aztekenstadion) | | |          |
| Zuschauer: 55.000                                                     | | |          |
| Schiedsrichter: Brian Hall ( Vereinigte Staaten)                      | | |          |

### Mexiko – Ägypten 2:2 (2:0)
| Mexiko                                                                | Mexiko | Ägypten | Ägypten |
| --------------------------------------------------------------------- | --- | --- | ------- |
| Mexiko                                                                | \| Dienstag, 27. Juli 1999 um 20:30 Uhr in Mexiko-Stadt (Aztekenstadion) \| \| Zuschauer: 65.000 \| \| Schiedsrichter: Kim Young-joo ( Südkorea) \|                                                                                             | \| Dienstag, 27. Juli 1999 um 20:30 Uhr in Mexiko-Stadt (Aztekenstadion) \| \| Zuschauer: 65.000 \| \| Schiedsrichter: Kim Young-joo ( Südkorea) \|                                                                          | Ägypten |
| Mexiko                                                                | Jorge Campos – Rafael Márquez, Claudio Suárez , Salvador Carmona – Ramón Ramírez, Pável Pardo, Rafael García, Germán Villa – Francisco Palencia – José Manuel Abundis (55. Alberto García Aspe), Cuauhtémoc Blanco Cheftrainer: Manuel Lapuente | Essam El-Hadary – Ibrahim Hassan , Hany Ramzy, Samir Kamouna Ibrahim, Medhat Abdel-Hady – Mohamed Youssef, Radwan Yasser, Abdel Sattar Sabry, Hazem Emam – Abdel Zaher El-Saqua, Ahmed Hassan Cheftrainer: Mahmoud El-Gohary | Ägypten |
| Mexiko                                                                | 1:0 Pardo (15.) 2:0 Abundis (26.) | 2:1 Hassan (79.) 2:2 Kamouna (85.) | Ägypten |
| Mexiko                                                                | García Aspe (77.) | Yasser (30.), Hassan (89.) | Ägypten |
| Mexiko                                                                | Yasser (64.) | | Ägypten |
| Dienstag, 27. Juli 1999 um 20:30 Uhr in Mexiko-Stadt (Aztekenstadion) | | |         |
| Zuschauer: 65.000                                                     | | |         |
| Schiedsrichter: Kim Young-joo ( Südkorea)                             | | |         |

### Ägypten – Saudi-Arabien 1:5 (0:2)
| Ägypten                                                                 | Ägypten | Saudi-Arabien | Saudi-Arabien |
| ----------------------------------------------------------------------- | --- | --- | ------------- |
| Ägypten                                                                 | \| Donnerstag, 29. Juli 1999 um 18:00 Uhr in Mexiko-Stadt (Aztekenstadion) \| \| Zuschauer: 15.000 \| \| Schiedsrichter: Ubaldo Aquino ( Paraguay) \| | \| Donnerstag, 29. Juli 1999 um 18:00 Uhr in Mexiko-Stadt (Aztekenstadion) \| \| Zuschauer: 15.000 \| \| Schiedsrichter: Ubaldo Aquino ( Paraguay) \| | Saudi-Arabien |
| Ägypten                                                                 | Essam El-Hadary – Ibrahim Hassan , Hany Ramzy, Samir Kamouna, Medhat Abdel-Hady – Mohamed Youssef, Abdel Sattar Sabry, Radwan Yasser (65. Walid Salah El-Din), Hazem Emam – Abdel Zaher El-Saqua (43. Abdelhamid Basyouny), Ahmed Hassan (55. Khaled al-Amin) Cheftrainer: Mahmoud El-Gohary | Mohammad ad-Daʿayyaʿ – Muhammad al-Dschahani (83. Khaled Gahwji), Abdullah Sulaiman Zubromawi, Saleh al-Dawod, Ibrahim al-Harbi (65. Abdullah al-Wakid) – Ibrahim asch-Schahrani, Marzouq al-Otaibi, Hussein Suleimani, Fahad al-Subaie – Nawaf at-Tamyat (46. Abdullah al-Shehan), Mohsin al-Harthi Cheftrainer: Milan Máčala ( Tschechien) | Saudi-Arabien |
| Ägypten                                                                 | 1:3 Kamouna (70., Elfm.) | 0:1 al-Otaibi (8.) 0:2 al-Otaibi (34.) 0:3 asch-Schahrani (64.) 1:4 al-Otaibi (78.) 1:5 al-Otaibi (85.) | Saudi-Arabien |
| Ägypten                                                                 | Emam (36.), Kamouna (80.), El-Din (84.) | at-Tamyat (12.), al-Wakid (90.) | Saudi-Arabien |
| Ägypten                                                                 | Emam (37.) | | Saudi-Arabien |
| Ägypten                                                                 | Sattar Sabry (28.) | | Saudi-Arabien |
| Donnerstag, 29. Juli 1999 um 18:00 Uhr in Mexiko-Stadt (Aztekenstadion) | | |               |
| Zuschauer: 15.000                                                       | | |               |
| Schiedsrichter: Ubaldo Aquino ( Paraguay)                               | | |               |

### Bolivien – Mexiko 0:1 (0:0)
| Bolivien                                                                | Bolivien | Mexiko | Mexiko |
| ----------------------------------------------------------------------- | --- | --- | ------ |
| Bolivien                                                                | \| Donnerstag, 29. Juli 1999 um 20:30 Uhr in Mexiko-Stadt (Aztekenstadion) \| \| Zuschauer: 55.000 \| \| Schiedsrichter: Óscar Ruiz ( Kolumbien) \| | \| Donnerstag, 29. Juli 1999 um 20:30 Uhr in Mexiko-Stadt (Aztekenstadion) \| \| Zuschauer: 55.000 \| \| Schiedsrichter: Óscar Ruiz ( Kolumbien) \| | Mexiko |
| Bolivien                                                                | José Fernández – Ronald Arana, Óscar Carmelo Sánchez, Luis Christaldo, Rubén Tufiño – Jaime Moreno (78. Joaquín Botero), Erwin Sánchez , Martín Menacho (66. Marco Etcheverry), Vladimir Soría (46. Limberg Gutíerez) – Iván Gastillo, Reny Ribera Cheftrainer: Héctor Veira ( Argentinien) | Jorge Campos – Rafael Márquez, Claudio Suárez , Salvador Carmona – Miguel Zepeda, Ramón Ramírez, Pável Pardo, Germán Villa (65. Jesús Arellano) – Francisco Palencia – Luis Hernández (22. José Manuel Abundis), Cuauhtémoc Blanco Cheftrainer: Manuel Lapuente | Mexiko |
| Bolivien                                                                | 0:1 Palencia (52.) | | Mexiko |
| Bolivien                                                                | Menacho (41.), Sánchez (60.), Tufiño (80.) | Villa (58.), Zepeda (68.), Abundis (80.) | Mexiko |
| Donnerstag, 29. Juli 1999 um 20:30 Uhr in Mexiko-Stadt (Aztekenstadion) | | |        |
| Zuschauer: 55.000                                                       | | |        |
| Schiedsrichter: Óscar Ruiz ( Kolumbien)                                 | | |        |

## Gruppe B
| Pl. | Land        | Sp. | S | U | N | Tore    | Diff. | Punkte |
| --- | ----------- | --- | - | - | - | ------- | ----- | ------ |
| 1.  | Brasilien   | 3   | 3 | 0 | 0 | 007:000 | +7    | 09     |
| 2.  | USA         | 3   | 2 | 0 | 1 | 004:200 | +2    | 06     |
| 3.  | Deutschland | 3   | 1 | 0 | 2 | 002:600 | −4    | 03     |
| 4.  | Neuseeland  | 3   | 0 | 0 | 3 | 001:600 | −5    | 0      |

### Brasilien – Deutschland 4:0 (0:0)
| Brasilien                                                              | Brasilien | Deutschland | Deutschland |
| ---------------------------------------------------------------------- | --- | --- | ----------- |
| Brasilien                                                              | \| Sonnabend, 24. Juli 1999 um 12:00 Uhr in Guadalajara (Estadio Jalisco) \| \| Zuschauer: 60.000 \| \| Schiedsrichter: Gilberto Alcalá ( Mexiko) \|                                          | \| Sonnabend, 24. Juli 1999 um 12:00 Uhr in Guadalajara (Estadio Jalisco) \| \| Zuschauer: 60.000 \| \| Schiedsrichter: Gilberto Alcalá ( Mexiko) \| | Deutschland |
| Brasilien                                                              | Dida – Evanilson, Odvan, João Carlos, Serginho – Vampeta, Emerson , Flávio Conceição (62. Warley), Zé Roberto (82. Beto) – Ronaldinho, Christian (62. Alex) Cheftrainer: Vanderlei Luxemburgo | Jens Lehmann – Christian Wörns, Lothar Matthäus , Thomas Linke – Lars Ricken, Michael Ballack, Dariusz Wosz, Jörg Heinrich (73. Ronald Maul) – Mehmet Scholl – Michael Preetz (70. Olaf Marschall), Oliver Neuville (78. Heiko Gerber) Cheftrainer: Erich Ribbeck | Deutschland |
| Brasilien                                                              | 1:0 Zé Roberto (62.) 2:0 Ronaldinho (72., Elfm.) 3:0 Alex (86.) 4:0 Alex (87.) | | Deutschland |
| Brasilien                                                              | Emerson (12.), Vampeta (17.) | Scholl (9.) | Deutschland |
| Sonnabend, 24. Juli 1999 um 12:00 Uhr in Guadalajara (Estadio Jalisco) | | |             |
| Zuschauer: 60.000                                                      | | |             |
| Schiedsrichter: Gilberto Alcalá ( Mexiko)                              | | |             |

### Neuseeland – USA 1:2 (0:1)
| Neuseeland                                                             | Neuseeland | USA | USA |
| ---------------------------------------------------------------------- | --- | --- | --- |
| Neuseeland                                                             | \| Sonnabend, 24. Juli 1999 um 14:30 Uhr in Guadalajara (Estadio Jalisco) \| \| Zuschauer: 65.000 \| \| Schiedsrichter: Ubaldo Aquino ( Paraguay) \| | \| Sonnabend, 24. Juli 1999 um 14:30 Uhr in Guadalajara (Estadio Jalisco) \| \| Zuschauer: 65.000 \| \| Schiedsrichter: Ubaldo Aquino ( Paraguay) \|                                                                                              | USA |
| Neuseeland                                                             | Jason Batty – Chris Zoricich , Sean Douglas (73. Scott Smith), Gavin Wilkinson, Mark Burton – Aaran Lines, Chris Jackson, Mark Atkinson (57. Ryan Nelsen), Christian Bouckenooghe – Ivan Vicelich, Vaughan Coveny (63. Mark Elrich) Cheftrainer: Ken Dugdale | Kasey Keller – Robin Fraser, Jeff Agoos, Richie Williams, Carlos Llamosa – John Harkes, Eddie Lewis (77. Frankie Hejduk), Earnie Stewart (73. Ben Olsen), Cobi Jones (82. Joe-Max Moore) – Jovan Kirovski, Brian McBride Cheftrainer: Bruce Arena | USA |
| Neuseeland                                                             | 1:2 Zoricich (90.+3') | 0:1 McBride (25.) 0:2 Kirovski (58.) | USA |
| Neuseeland                                                             | Coveny (32.) | | USA |
| Sonnabend, 24. Juli 1999 um 14:30 Uhr in Guadalajara (Estadio Jalisco) | | |     |
| Zuschauer: 65.000                                                      | | |     |
| Schiedsrichter: Ubaldo Aquino ( Paraguay)                              | | |     |

### Deutschland – Neuseeland 2:0 (2:0)
| Deutschland                                                           | Deutschland | Neuseeland | Neuseeland |
| --------------------------------------------------------------------- | --- | --- | ---------- |
| Deutschland                                                           | \| Mittwoch, 28. Juli 1999 um 18:00 Uhr in Guadalajara (Estadio Jalisco) \| \| Zuschauer: 42.000 \| \| Schiedsrichter: Coffi Codjia ( Benin) \| | \| Mittwoch, 28. Juli 1999 um 18:00 Uhr in Guadalajara (Estadio Jalisco) \| \| Zuschauer: 42.000 \| \| Schiedsrichter: Coffi Codjia ( Benin) \| | Neuseeland |
| Deutschland                                                           | Jens Lehmann – Christian Wörns, Lothar Matthäus (70. Michael Ballack), Thomas Linke – Bernd Schneider, Lars Ricken, Jörg Heinrich, Oliver Neuville – Mehmet Scholl (46. Dariusz Wosz) – Olaf Marschall (64. Paulo Rink), Michael Preetz Cheftrainer: Erich Ribbeck | Jason Batty – Chris Zoricich (78. Jonathan Perry), Sean Douglas Gavin Wilkinson, Mark Burton (78. Mark Elrick) – Aaran Lines, Chris Jackson (62. Vaughan Coveny), Mark Atkinson, Christian Bouckenooghe – Ryan Nelsen, Ivan Vicelich Cheftrainer: Ken Dugdale | Neuseeland |
| Deutschland                                                           | 1:0 Preetz (6.) 2:0 Matthäus (33.) | | Neuseeland |
| Deutschland                                                           | Marschall (19.), Matthäus (47.) | | Neuseeland |
| Mittwoch, 28. Juli 1999 um 18:00 Uhr in Guadalajara (Estadio Jalisco) | | |            |
| Zuschauer: 42.000                                                     | | |            |
| Schiedsrichter: Coffi Codjia ( Benin)                                 | | |            |

### Brasilien – USA 1:0 (1:0)
| Brasilien                                                             | Brasilien | USA | USA |
| --------------------------------------------------------------------- | --- | --- | --- |
| Brasilien                                                             | \| Mittwoch, 28. Juli 1999 um 20:30 Uhr in Guadalajara (Estadio Jalisco) \| \| Zuschauer: 54.000 \| \| Schiedsrichter: Anders Frisk ( Schweden) \|                                            | \| Mittwoch, 28. Juli 1999 um 20:30 Uhr in Guadalajara (Estadio Jalisco) \| \| Zuschauer: 54.000 \| \| Schiedsrichter: Anders Frisk ( Schweden) \|                                                                                | USA |
| Brasilien                                                             | Dida – Evanilson, Odvan, João Carlos, Serginho – Vampeta, Emerson , Flávio Conceição (78. Alex), Zé Roberto – Ronaldinho (80. Beto), Christian (46. Warley) Cheftrainer: Vanderlei Luxemburgo | Kasey Keller – Frankie Hejduk, Gregg Berhalter, Robin Fraser, Jeff Agoos – Carlos Llamosa (78. Eddie Lewis), John Harkes (58. Joe-Max Moore), Earnie Stewart, Cobi Jones – Jovan Kirovski, Brian McBride Cheftrainer: Bruce Arena | USA |
| Brasilien                                                             | 1:0 Ronaldinho (13.) | | USA |
| Brasilien                                                             | Emerson (92.) | Berhalter (6.), Llamosa (35.), Fraser (61.) | USA |
| Mittwoch, 28. Juli 1999 um 20:30 Uhr in Guadalajara (Estadio Jalisco) | | |     |
| Zuschauer: 54.000                                                     | | |     |
| Schiedsrichter: Anders Frisk ( Schweden)                              | | |     |

### USA – Deutschland 2:0 (1:0)
| USA                                                                  | USA | Deutschland | Deutschland |
| -------------------------------------------------------------------- | --- | --- | ----------- |
| USA                                                                  | \| Freitag, 30. Juli 1999 um 18:00 Uhr in Guadalajara (Estadio Jalisco) \| \| Zuschauer: 53.000 \| \| Schiedsrichter: Gilberto Alcalá ( Mexiko) \|                                                                                               | \| Freitag, 30. Juli 1999 um 18:00 Uhr in Guadalajara (Estadio Jalisco) \| \| Zuschauer: 53.000 \| \| Schiedsrichter: Gilberto Alcalá ( Mexiko) \| | Deutschland |
| USA                                                                  | Brad Friedel – Frankie Hejduk, C. J. Brown, Jeff Agoos, Marcelo Balboa – Eddie Lewis, Paul Bravo (77. Brian McBride), Matt McKeon, Richie Williams – Ben Olsen (65. Earnie Stewart), Joe-Max Moore (82. Jovan Kirovski) Cheftrainer: Bruce Arena | Jens Lehmann – Christian Wörns, Lothar Matthäus , Thomas Linke – Bernd Schneider, Horst Heldt (60. Paulo Rink), Jörg Heinrich (41. Mustafa Doğan), Heiko Gerber (76. Ronald Maul) – Dariusz Wosz – Michael Preetz, Oliver Neuville Cheftrainer: Erich Ribbeck | Deutschland |
| USA                                                                  | 1:0 Olsen (23.) 2:0 Moore (50.) | | Deutschland |
| USA                                                                  | Olsen (33.), Hejduk (39.), Agoos (45.+2') | Gerber (60.), Wörns (75.), Matthäus (81.), Rink (90.+2') | Deutschland |
| Freitag, 30. Juli 1999 um 18:00 Uhr in Guadalajara (Estadio Jalisco) | | |             |
| Zuschauer: 53.000                                                    | | |             |
| Schiedsrichter: Gilberto Alcalá ( Mexiko)                            | | |             |

### Neuseeland – Brasilien 0:2 (0:1)
| Neuseeland                                                           | Neuseeland | Brasilien | Brasilien |
| -------------------------------------------------------------------- | --- | --- | --------- |
| Neuseeland                                                           | \| Freitag, 30. Juli 1999 um 20:30 Uhr in Guadalajara (Estadio Jalisco) \| \| Zuschauer: 53.000 \| \| Schiedsrichter: Kim Young-joo ( Südkorea) \| | \| Freitag, 30. Juli 1999 um 20:30 Uhr in Guadalajara (Estadio Jalisco) \| \| Zuschauer: 53.000 \| \| Schiedsrichter: Kim Young-joo ( Südkorea) \|                                    | Brasilien |
| Neuseeland                                                           | Jason Batty – Chris Zoricich , Sean Douglas Che Bunce (82. Ivan Vicelich), Mark Burton – Aaran Lines, Chris Jackson (85. Jonathan Perry), Harry Ngata (66. Vaughan Coveny), Mark Atkinson – Christian Bouckenooghe, Ryan Nelsen Cheftrainer: Ken Dugdale | Dida – Evanilson, César Belli, Luiz Alberto, Athirson – Marcos Paulo (56. Roni), Flávio Conceição , Alex, Beto – Warley, Christian (64. Ronaldinho) Cheftrainer: Vanderlei Luxemburgo | Brasilien |
| Neuseeland                                                           | 0:1 Marcos Paulo (45.+2') 0:2 Ronaldinho (88.) | | Brasilien |
| Neuseeland                                                           | Jackson (27.), Nelsen (81.) | | Brasilien |
| Freitag, 30. Juli 1999 um 20:30 Uhr in Guadalajara (Estadio Jalisco) | | |           |
| Zuschauer: 53.000                                                    | | |           |
| Schiedsrichter: Kim Young-joo ( Südkorea)                            | | |           |

## Halbfinale

### Mexiko – USA 1:0 n.GG
| Mexiko                                                                | Mexiko | USA | USA |
| --------------------------------------------------------------------- | --- | --- | --- |
| Mexiko                                                                | \| Sonntag, 1. August 1999 um 12:00 Uhr in Mexiko-Stadt (Aztekenstadion) \| \| Zuschauer: 82.000 \| \| Schiedsrichter: Kim Young-joo ( Südkorea) \| | \| Sonntag, 1. August 1999 um 12:00 Uhr in Mexiko-Stadt (Aztekenstadion) \| \| Zuschauer: 82.000 \| \| Schiedsrichter: Kim Young-joo ( Südkorea) \|                                                            | USA |
| Mexiko                                                                | Jorge Campos – Claudio Suárez – Isaac Terrazas (46. Francisco Palencia), Rafael Márquez, Salvador Carmona – Ramón Ramírez (72. Jesús Arellano), Pável Pardo, Gerardo Torrado (78. Miguel Zepeda), Germán Villa – José Manuel Abundis, Cuauhtémoc Blanco Cheftrainer: Manuel Lapuente | Kasey Keller – Frankie Hejduk, Gregg Berhalter, Robin Fraser, Jeff Agoos – Earnie Stewart, John Harkes, Cobi Jones, Richie Williams – Jovan Kirovski, Brian McBride (78. Eddie Lewis) Cheftrainer: Bruce Arena | USA |
| Mexiko                                                                | 1:0 Blanco (97., Golden Goal) | | USA |
| Mexiko                                                                | Blanco (57.) | Harkes (41.), Fraser (60.) | USA |
| Sonntag, 1. August 1999 um 12:00 Uhr in Mexiko-Stadt (Aztekenstadion) | | |     |
| Zuschauer: 82.000                                                     | | |     |
| Schiedsrichter: Kim Young-joo ( Südkorea)                             | | |     |

### Brasilien – Saudi-Arabien 8:2 (4:2)
| Brasilien                                                             | Brasilien | Saudi-Arabien | Saudi-Arabien |
| --------------------------------------------------------------------- | --- | --- | ------------- |
| Brasilien                                                             | \| Sonntag, 1. August 1999 um 15:00 Uhr in Guadalajara (Estadio Jalisco) \| \| Zuschauer: 48.000 \| \| Schiedsrichter: Óscar Ruiz ( Kolumbien) \|                                          | \| Sonntag, 1. August 1999 um 15:00 Uhr in Guadalajara (Estadio Jalisco) \| \| Zuschauer: 48.000 \| \| Schiedsrichter: Óscar Ruiz ( Kolumbien) \| | Saudi-Arabien |
| Brasilien                                                             | Dida – Evanilson (16. Flávio Conceição), Odvan, João Carlos, Serginho – Vampeta, Emerson (72. Beto), Alex, Zé Roberto – Ronaldinho, Christian (46. Roni) Cheftrainer: Vanderlei Luxemburgo | Mohammad ad-Daʿayyaʿ – Mohammed al-Khilaiwi, Abdullah Sulaiman Zubromawi (64. Mohammad Nur), Saleh al-Dawod, Ibrahim al-Harbi – Ibrahim asch-Schahrani (43. Muhammad al-Dschahani), Marzouq al-Otaibi, Hussein Suleimani, Fahad al-Subaie – Nawaf at-Tamyat, Mohsin al-Harthi Cheftrainer: Milan Máčala ( Tschechien) | Saudi-Arabien |
| Brasilien                                                             | 1:0 João Carlos (8.) 2:0 Ronaldinho (11.) 3:2 Zé Roberto (33.) 4:2 Alex (36.) 5:2 Roni (62.) 6:2 Ronaldinho (65.) 7:2 Alex (86.) 8:2 Ronaldinho (90.+2')                                   | 2:1 al-Otaibi (22.) 2:2 al-Otaibi (31.) | Saudi-Arabien |
| Brasilien                                                             | Vampeta (37.), Roni (68.) | asch-Schahrani (39.), al-Otaibi (55.), Nur (69.), al-Subaie (81.) | Saudi-Arabien |
| Sonntag, 1. August 1999 um 15:00 Uhr in Guadalajara (Estadio Jalisco) | | |               |
| Zuschauer: 48.000                                                     | | |               |
| Schiedsrichter: Óscar Ruiz ( Kolumbien)                               | | |               |

## Spiel um Platz 3

### USA – Saudi-Arabien 2:0 (1:0)
| USA                                                                    | USA | Saudi-Arabien | Saudi-Arabien |
| ---------------------------------------------------------------------- | --- | --- | ------------- |
| USA                                                                    | \| Dienstag, 3. August 1999 um 21:00 Uhr in Guadalajara (Estadio Jalisco) \| \| Zuschauer: 38.000 \| \| Schiedsrichter: Ubaldo Aquino ( Paraguay) \|                                                                                             | \| Dienstag, 3. August 1999 um 21:00 Uhr in Guadalajara (Estadio Jalisco) \| \| Zuschauer: 38.000 \| \| Schiedsrichter: Ubaldo Aquino ( Paraguay) \| | Saudi-Arabien |
| USA                                                                    | Brad Friedel – Frankie Hejduk, Gregg Berhalter (74. Robin Fraser), C. J. Brown, Marcelo Balboa – Matt McKeon, Eddie Lewis, Paul Bravo (55. Cobi Jones), Ben Olsen – Jovan Kirovski (67. Richie Williams), Brian McBride Cheftrainer: Bruce Arena | Mohammad ad-Daʿayyaʿ – Muhammad al-Dschahani (58. Fahad al-Subaie), Mohammed al-Khilaiwi, Abdullah Sulaiman Zubromawi, Ibrahim al-Harbi (68. Khaled Gahwji) – Hussein Suleimani, Abdullah al-Shehan, Abdullah al-Wakid, Nawaf at-Tamyat – Mohsin al-Harthi, Marzouq al-Otaibi Cheftrainer: Milan Máčala ( Tschechien) | Saudi-Arabien |
| USA                                                                    | 1:0 Bravo (27.) 2:0 McBride (78.) | | Saudi-Arabien |
| USA                                                                    | Bravo (8.), C. J. Brown (25.), Hejduk (42.), McKeon (55.) | al-Shehan (24.), at-Tamyat (25.) | Saudi-Arabien |
| USA                                                                    | McKeon (63.) | | Saudi-Arabien |
| Dienstag, 3. August 1999 um 21:00 Uhr in Guadalajara (Estadio Jalisco) | | |               |
| Zuschauer: 38.000                                                      | | |               |
| Schiedsrichter: Ubaldo Aquino ( Paraguay)                              | | |               |

## Finale

### Mexiko – Brasilien 4:3 (2:1)
| Mexiko                                                                 | Mexiko | Brasilien | Brasilien |
| ---------------------------------------------------------------------- | --- | --- | --------- |
| Mexiko                                                                 | \| Mittwoch, 4. August 1999 um 21:00 Uhr in Aztekenstadion (Mexiko-Stadt) \| \| Zuschauer: 110.000 \| \| Schiedsrichter: Anders Frisk ( Schweden) \| | \| Mittwoch, 4. August 1999 um 21:00 Uhr in Aztekenstadion (Mexiko-Stadt) \| \| Zuschauer: 110.000 \| \| Schiedsrichter: Anders Frisk ( Schweden) \|                     | Brasilien |
| Mexiko                                                                 | Jorge Campos – Rafael Márquez, Claudio Suárez , Salvador Carmona – Miguel Zepeda (83. Jesús Arellano), Ramón Ramírez, Pável Pardo, Germán Villa – Francisco Palencia (70. Isaac Terrazas) – José Manuel Abundis, Cuauhtémoc Blanco Cheftrainer: Manuel Lapuente | Dida – Flávio Conceição, Odvan, João Carlos, Serginho – Vampeta, Emerson , Beto (45. Roni), Zé Roberto (82. Warley) – Ronaldinho, Alex Cheftrainer: Vanderlei Luxemburgo | Brasilien |
| Mexiko                                                                 | 1:0 Zepeda (13.) 2:0 Abundis (28.) 3:2 Zepeda (51.) 4:2 Blanco (62.) | 2:1 Serginho (43., Foulelfmeter) 2:2 Roni (47.) 4:3 Zé Roberto (63.) | Brasilien |
| Mexiko                                                                 | Abundis (11.), Marquez (21.), Blanco (50.), Suarez (74.) | Zé Roberto (5.), João Carlos (46.) | Brasilien |
| Mexiko                                                                 | João Carlos (92.) | | Brasilien |
| Mittwoch, 4. August 1999 um 21:00 Uhr in Aztekenstadion (Mexiko-Stadt) | | |           |
| Zuschauer: 110.000                                                     | | |           |
| Schiedsrichter: Anders Frisk ( Schweden)                               | | |           |